# Congrès de tout le peuple
Pour les articles homonymes, voir APC.
Le Congrès de tout le peuple (All People’s Congress, APC) est un parti politique sierra-léonais fondé en 1960. C'est l'une des deux formations politiques les plus importantes du pays.

## Histoire

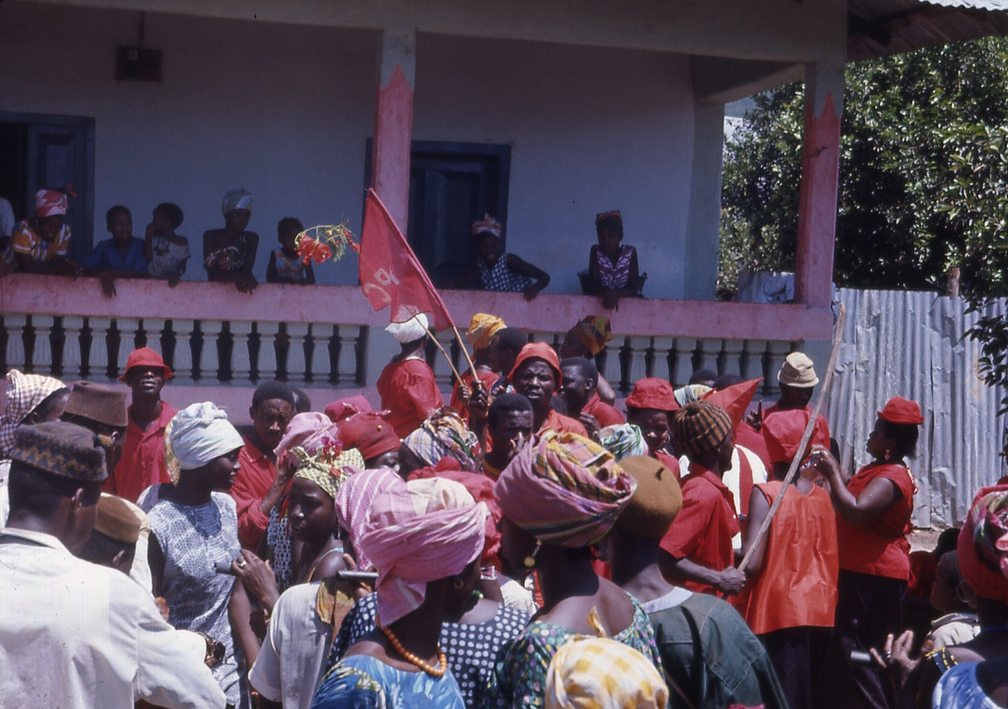
Partisans de l'APC – le rouge est leur couleur - manifestant devant des maisons appartenant à des sympathisants du parti adverse, le PPSL, en 1968

Il fut fondé le 11 septembre 1960 par Siaka Stevens, un leader syndicaliste.
L'APC remporte les élections parlementaires de 1971 et de 1973.
En 1978, l'APC, avec toujours à sa tête Siaka Stevens, instaure un régime à parti unique en Sierra Leone. À partir de ce moment-là, l'APC est le seul parti légal.
En novembre 1985, Siaka Stevens démissionne à la suite de l'instabilité du pays, le taux de chômage est élevé et le pays est au bord de la faillite, alors que le commerce illégal de diamants bat son plein. L'APC nomme Joseph Saidu Momoh comme remplaçant de Siaka Stevens.
Avec le coup d'État de l'armée, le 29 avril 1991, Joseph Saidu Momoh et l'APC sont renversés.
À la fin de la guerre civile de Sierra Leone, l'APC, avec à sa tête Ernest Bai Koroma, recueille 22,35 % des voix. Mais ils perdent les élections présidentielles du 14 mai 2002 face au président Ahmad Tejan Kabbah, du Parti du peuple de Sierra Leone (PPSL).
L'APC remporte les élections de septembre 2007 qui portent Ernest Koroma à la présidence. Celui-ci est réélu en 2012.